# Nicoletta Braschi
Nicoletta Braschi (Cesena, 10 de Agosto de 1960). É uma atriz italiana esposa do ator e diretor Roberto Benigni. Nicolleta é formada em artes dramáticas (teatro) de Roma

## Biografia
Antes de se casar com Benigni, Nicoletta fez seu primeiro filme que se chamou Tu me Turbi. Casam-se em 1991. Nicoletta fez vários filmes com seu marido.
Foi vítima da atriz Paola Minaccioni que fez uma imitação dela, com a colaboração de seu marido, que também participou. Ela é considerada por Roberto Benigni sua musa. Seu ultimo trabalho no cinema foi "La tigre e la neve (O Tigre e a neve)" estrelado por seu marido e com Jean Reno no elenco.
Foi indicada ao prêmio Nastro d'Argento de 1998 como melhor atriz coadjuvante.

## Filmografia
- Tu mi turbi, direção de Roberto Benigni (1983)
- Segreti segreti, direção de Giuseppe Bertolucci (1985)
- Daunbailò (Down by Law), direção de Jim Jarmusch (1986)
- Il piccolo diavolo, direção de Roberto Benigni (1988)
- Come sono buoni i bianchi, direção de Marco Ferreri (1988)
- Mystery Train - Martedì notte a Memphis (Mystery Train), direção de Jim Jarmusch (1989)
- Il tè nel deserto, direção de Bernardo Bertolucci (1990)
- Johnny Stecchino, direção de Roberto Benigni (1991)
- La domenica specialmente, direção de Giuseppe Bertolucci (1991)
- Il figlio della Pantera Rosa (Son of the Pink Panther), direção de Blake Edwards (1993)
- Il mostro, direção de Roberto Benigni (1994)
- Afirma Pereira, direção de Roberto Faenza (1994)
- Pasolini, un delitto italiano, direção de Marco Tullio Giordana (1994)
- La vita è bella, direção de Roberto Benigni (1997)
- Ovosodo, direção de Paolo Virzì (1997)
- Pinocchio, direção de Roberto Benigni (2002)
- Mi piace lavorare (Mobbing), direção de Francesca Comencini (2003)
- La tigre e la neve, direção de Roberto Benigni (2005)

## Homenagens
Em 10 de Abril de 1999 astrônomos Andrea Boattini e Maura Tombelli batizaram um asteroide que deu o nome de 31605 Braschi.